# 下館羽黒神社
下館羽黒神社（しもだてはぐろじんじゃ）は、茨城県筑西市甲（下館大町二丁目）にある神社である。下館（筑西市下館地区・旧下館市中心部）の氏神であり、下館七羽黒の中心的な神社。正式な社名は「羽黒神社」。
同市内岡芹にある「上羽黒神社」などと区別して「下羽黒神社」と呼ばれることもあるが、地元では一般的に「羽黒神社」「お羽黒さん」と呼ばれることが多い。

## 歴史
文明13年（1481年）、下館城城主水谷勝氏が領内の安泰を祈願して出羽三山から羽黒権現を勧請したことにはじまる。勝氏は他に領内4つの村（現在の同市稲野辺、岡芹、外塚、下岡崎）にも羽黒神社を建立した。このうち稲野辺のものは現在は竹島神社に合祀され、岡芹のものは上羽黒神社と呼ばれる。
さらに、6代・水谷正村が領地を広げて久下田城（今の栃木県真岡市）を築城。その周辺にあたる、今の筑西市口戸と真岡市大根田の2ヶ所に羽黒神社を建立し、それらが合わせて「下館七羽黒」と呼ばれるようになった。
周辺は下館藩城下町の中心で、南側に隣接する羽黒児童公園には昭和期まで下館町役場が置かれていた。第4回沖縄国際映画祭における企画「地域発信型プロジェクト」に筑西市が選定され、2012年（平成24年）公開の映画『またいつか夏に。』のロケーション場所となった。

## 境内社
- 愛宕神社 - かつてこの神社近辺に存在した西郷谷村（にしごやむら）の鎮守。羽黒神社より早い時期からこの地にあった。
  - 下館市街地の稲荷町にて大火が発生したのち、稲荷町にある稲荷神社にこの愛宕神社の分霊が祀られ田中稲荷愛宕神社となった
- 日限天神社 - 祭神は菅原道真。

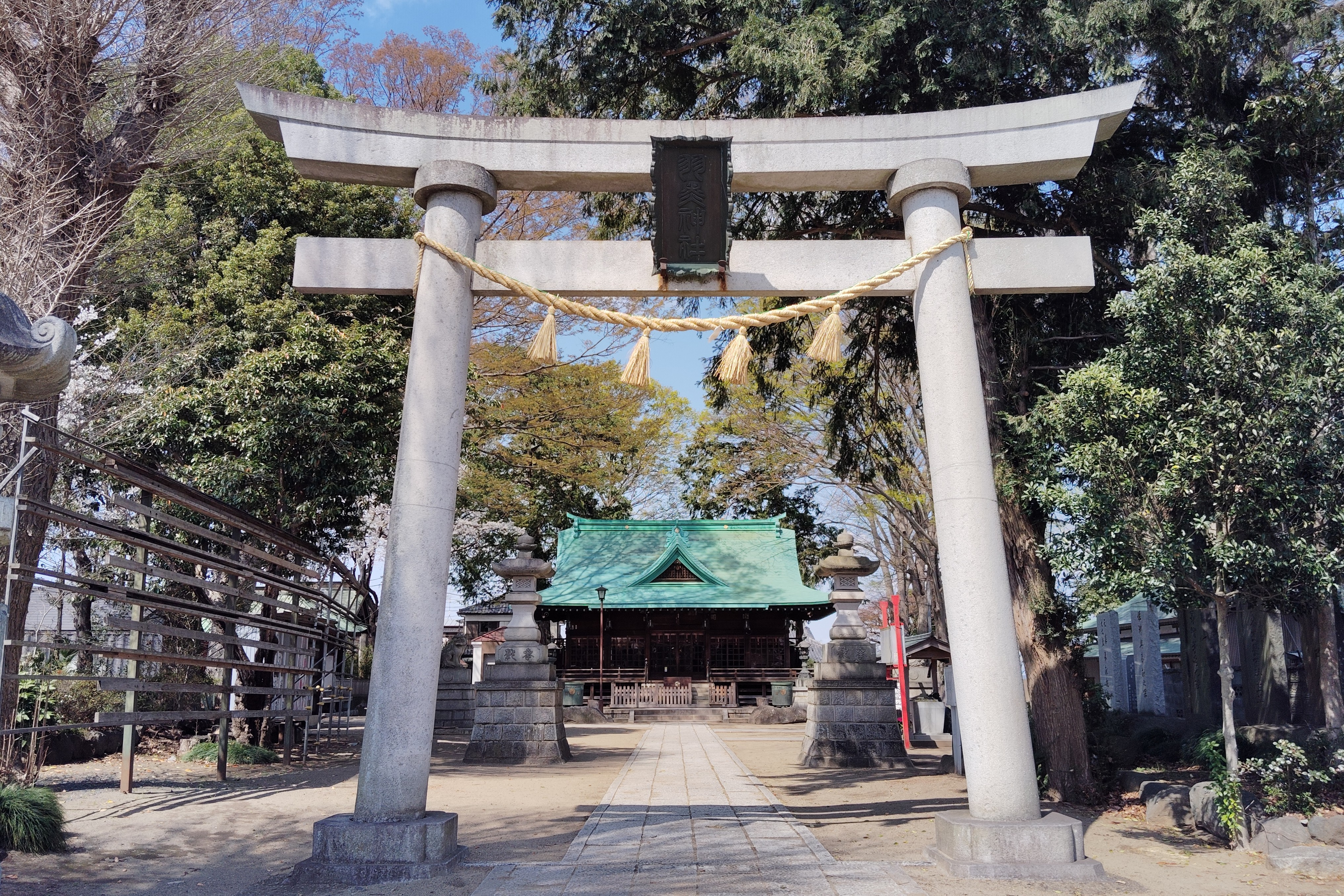
大鳥居
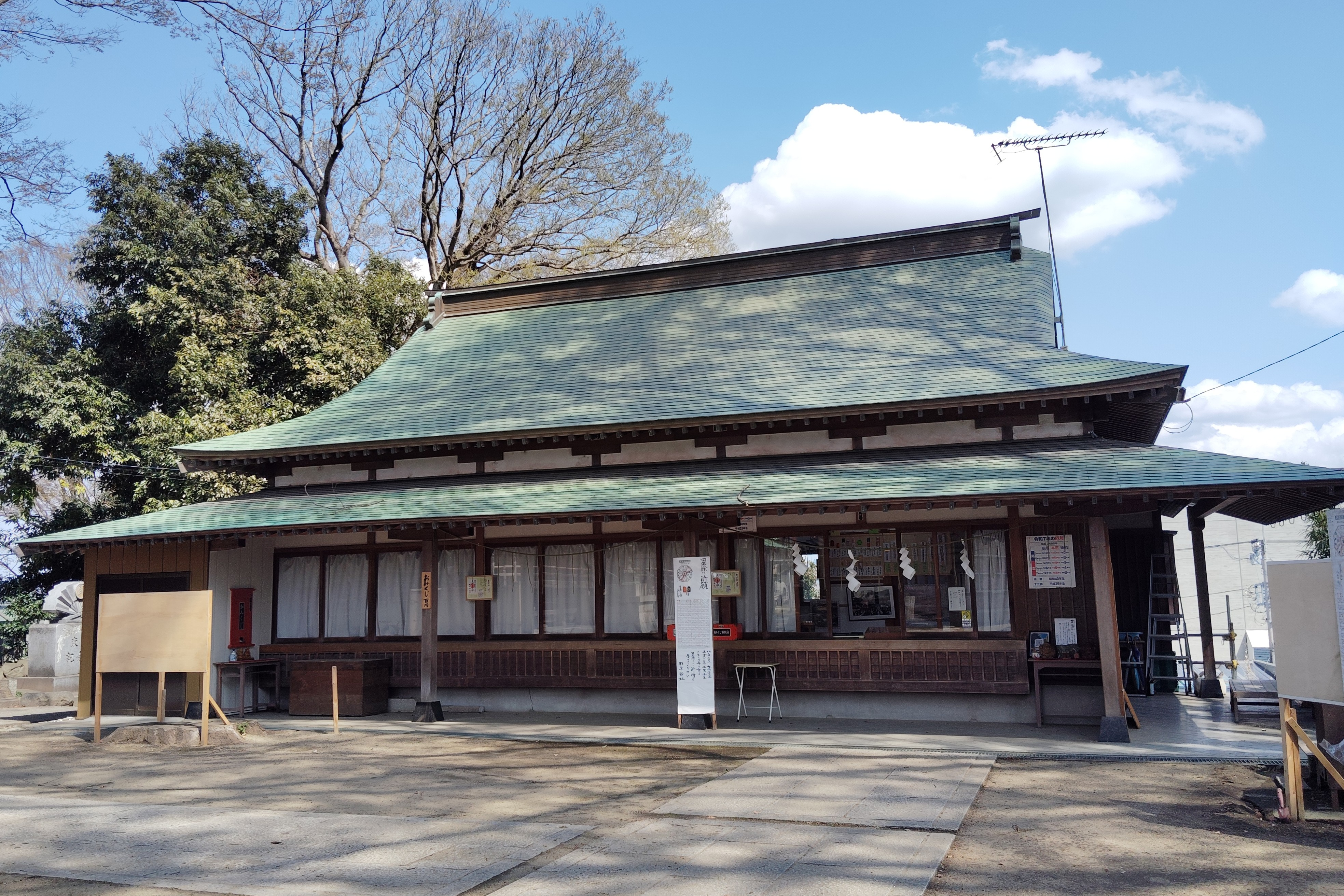
社務所
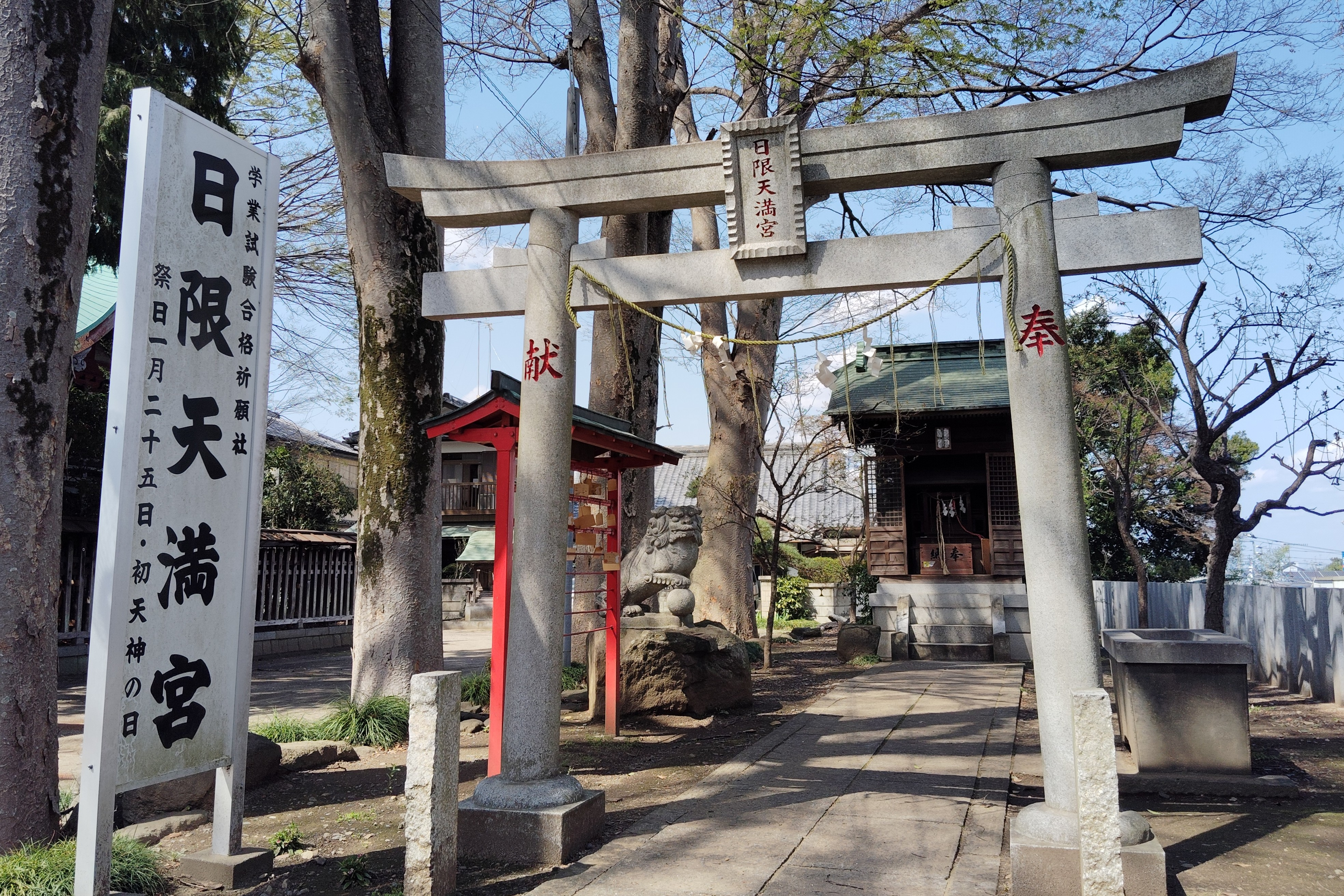
日限天満宮

## 祭礼
- 毎年7月下旬に筑西市下館地区の市街地にて行われる下館祇園祭はこの神社の例祭であり、大神輿などで有名である。

## 文化財

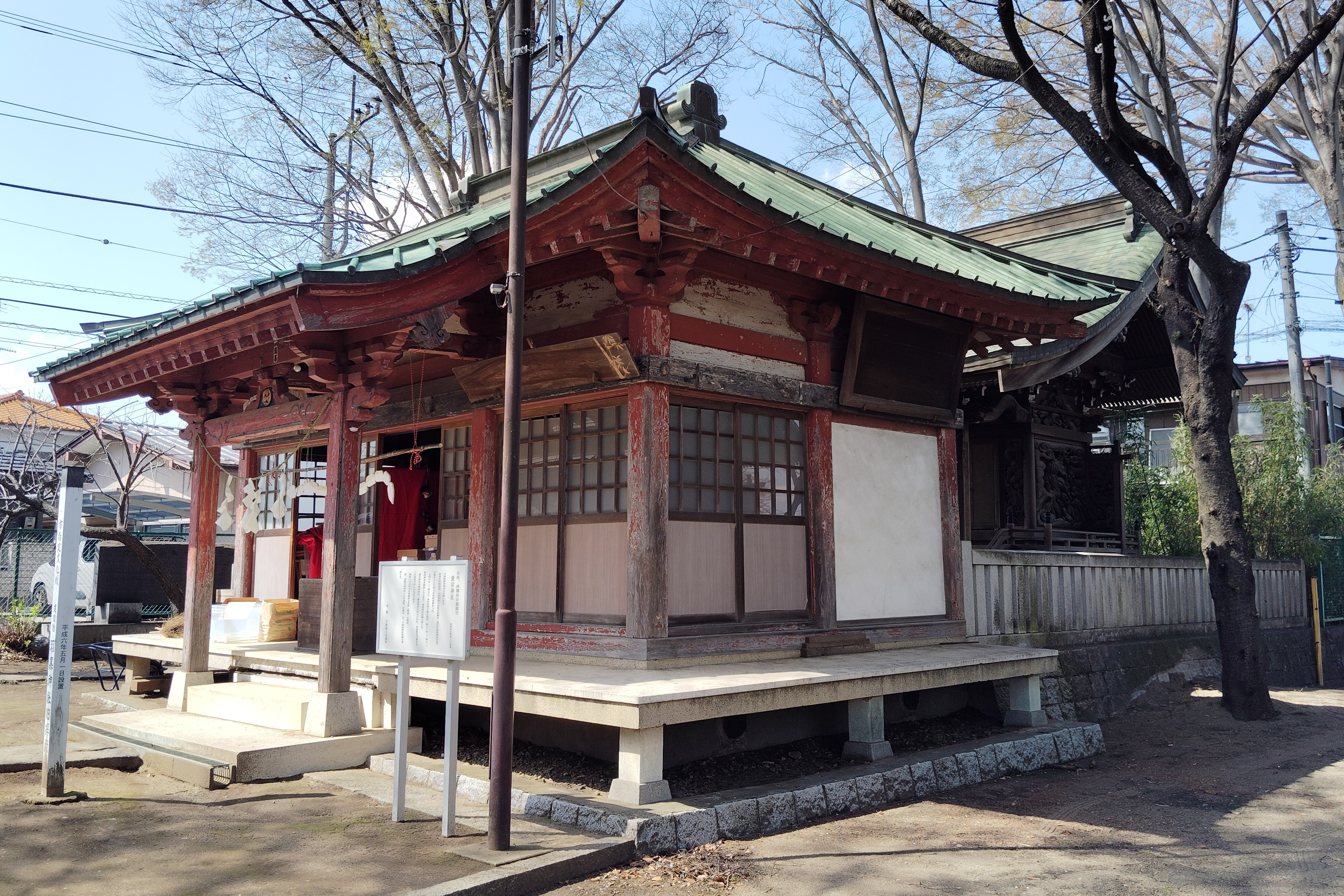
羽黒神社旧拝殿

### 県指定文化財
- 本殿 - 寛永11年（1634年）に造営され、享保15年（1730年）に改修された[2]。2002年（平成14年）1月25日指定。
- 木造愛宕明神立像 - 鎌倉時代末期の作[3]。1963年（昭和38年）8月23日指定。
- 絵馬 - 寛永15年（1638年）の作[4]。1963年（昭和38年）8月23日指定。
- 大袖鎧 - 江戸時代中期の作[5]。1964年（昭和39年）7月31日指定。

### 市指定文化財
- 羽黒神社旧拝殿 - 寛永11年（1634年）に本殿とともに造営され、享保16年（1731年）に改修された[6]。1986年（昭和61年）6月26日指定。

## アクセス
- JR水戸線・関東鉄道常総線・真岡鐵道真岡線下館駅から徒歩数分